# 黑背波魚
黑背波魚（学名：Rasbora atridorsalis）為輻鰭魚綱鯉形目鯉科的一個種，分布於亞洲中國雲南省西雙版納、寮國的湄公河流域，本魚具一條黑色側面中央的斑紋，由前向後逐漸擴大，延伸到中央的尾部鰭條；身體是銀色到在尾鰭與尾梗的後面的部份上藍色的有一個深藍色斑塊，背鰭軟條10枚；臀鰭軟條8枚，體長可達8.2公分，棲息在中底層水域。